# Odprto prvenstvo Avstralije 2015
Odprto prvenstvo Avstralije 2015 je sto tretji teniški turnir za Grand Slam, ki je potekal med 19. januarjem in 1. februarjem 2015 v Melbournu.

## Rezultati

### Moški posamično
- Novak Đoković  :  Andy Murray, 7–6(7–5), 6–7(4–7), 6–3, 6–0

### Ženske posamično
- Serena Williams :  Marija Šarapova, 6–3, 7–6(7–5)

### Moške dvojice
- Simone Bolelli /  Fabio Fognini :  Pierre-Hugues Herbert /  Nicolas Mahut, 6-4, 6-4

### Ženske dvojice
- Bethanie Mattek-Sands /  Lucie Šafářová :  Chan Yung-jan /  Zheng Jie, 6–4, 7–6(7–5)

### Mešane dvojice
- Martina Hingis /  Leander Paes :  Kristina Mladenovic /  Daniel Nestor, 6–4, 6–3